# Anton Praetorius
Anton Praetorius, né en  1560 à Lippstadt dans le comté de Lippe et mort le 6 décembre 1613 à Laudenbach (Bergstraße), est un pasteur allemand,  théologien de l'Église réformée de Jean Calvin ainsi qu'écrivain. Il a lutté contre les procès en sorcellerie et la torture.

## Biographie

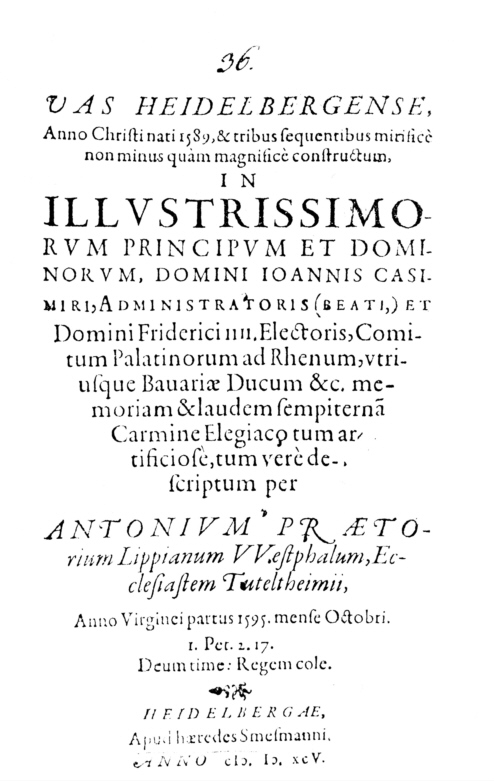
Frontpage Vas Heidelbergense Praetorius

En 1586, son épouse Maria donna naissance à Kamen à leur fils Johannes. Anton Praetorius devint le premier pasteur réformé dans la région de Dittelsheim, et c’est là qu’en 1595, il fit en latin la plus ancienne description du grand fût du château de Heidelberg.

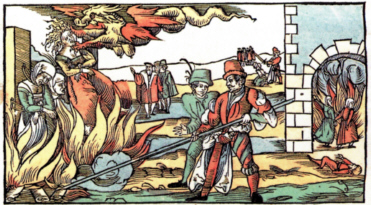
procès en sorcellerie

En 1596, il devint prédicateur princier à Birstein près de Francfort-sur-le-Main. En 1597, le Prince le nomma membre du tribunal chargé de poursuivre les sorciers. Praetorius protesta contre l’usage de la torture et obtint que le procès prît fin et que la femme fût libérée. C’est le seul exemple qui nous soit parvenu d’un ecclésiastique qui se soit élevé publiquement contre l’usage de la torture durant un procès et qui ait obtenu gain de cause.

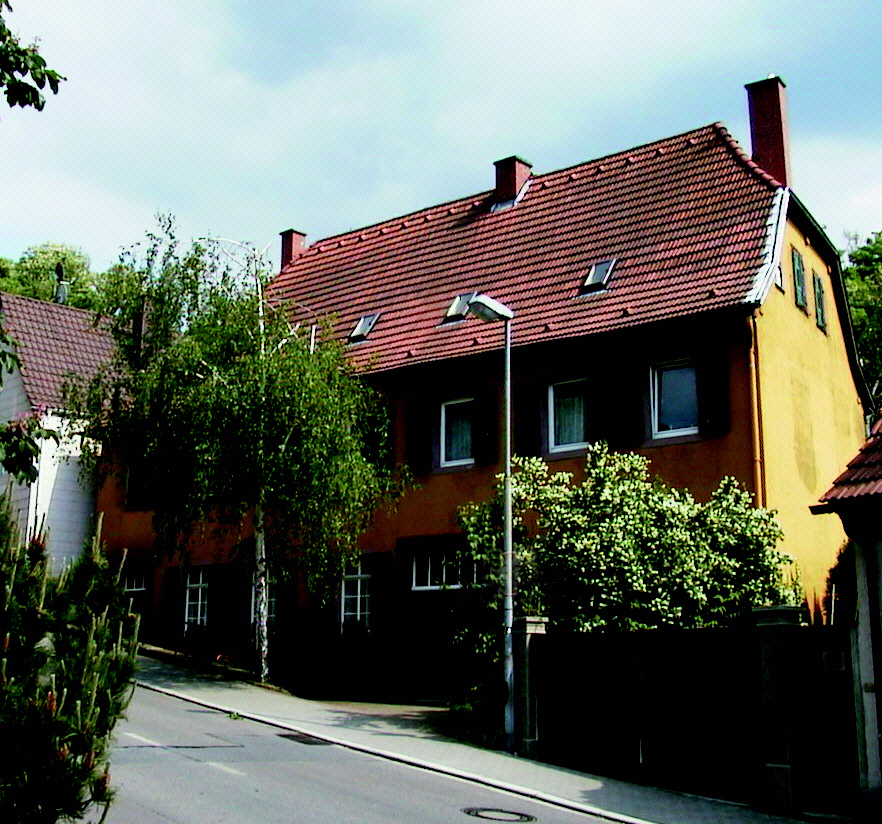
Laudenbach maison pasteur

Praetorius perdit son statut de prédicateur princier et redevint simple pasteur à Laudenbach dès 1598.

## Liste des œuvres

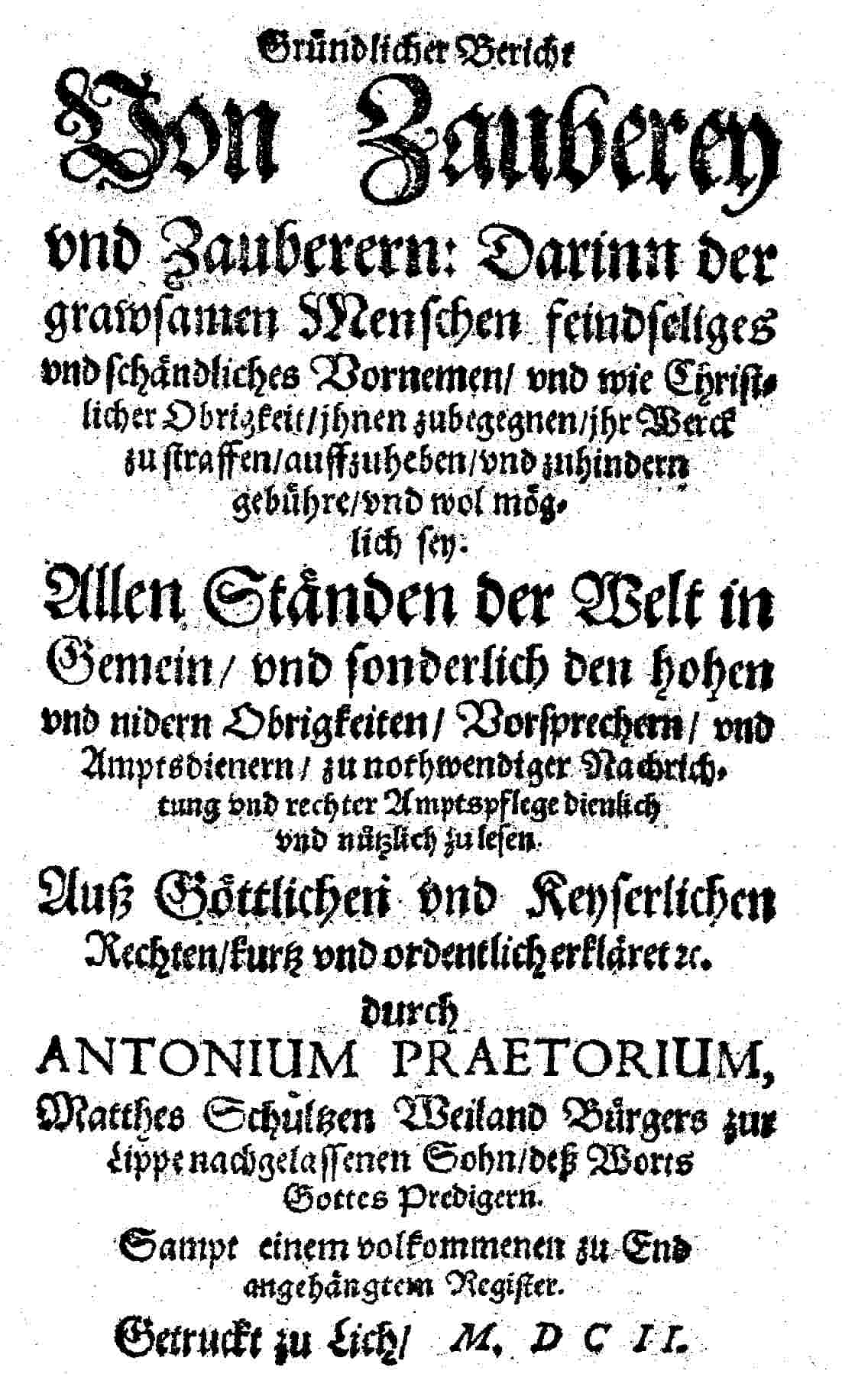
Praetorius: étude de la sorcellerie 1602

- Vas Heidelbergense, Heidelberg, Oktober 1595
- C’est sous le pseudonyme de son fils Johann Scultetus qu’il édita en 1598, le livre «Von Zauberey und Zauberern Gründlicher Bericht» (de l’étude approfondie de la sorcellerie et des sorciers) manifeste contre la persécution des sorcières et contre la torture.
  - En 1602, lors d’une réédition de ce livre il trouva le courage de le signer de son propre nom.
  - En 1613, une nouvelle réédition fut complétée par une introduction de sa main.
  - En 1629, une quatrième version fut imprimée et éditée par des inconnus.

## Honneurs

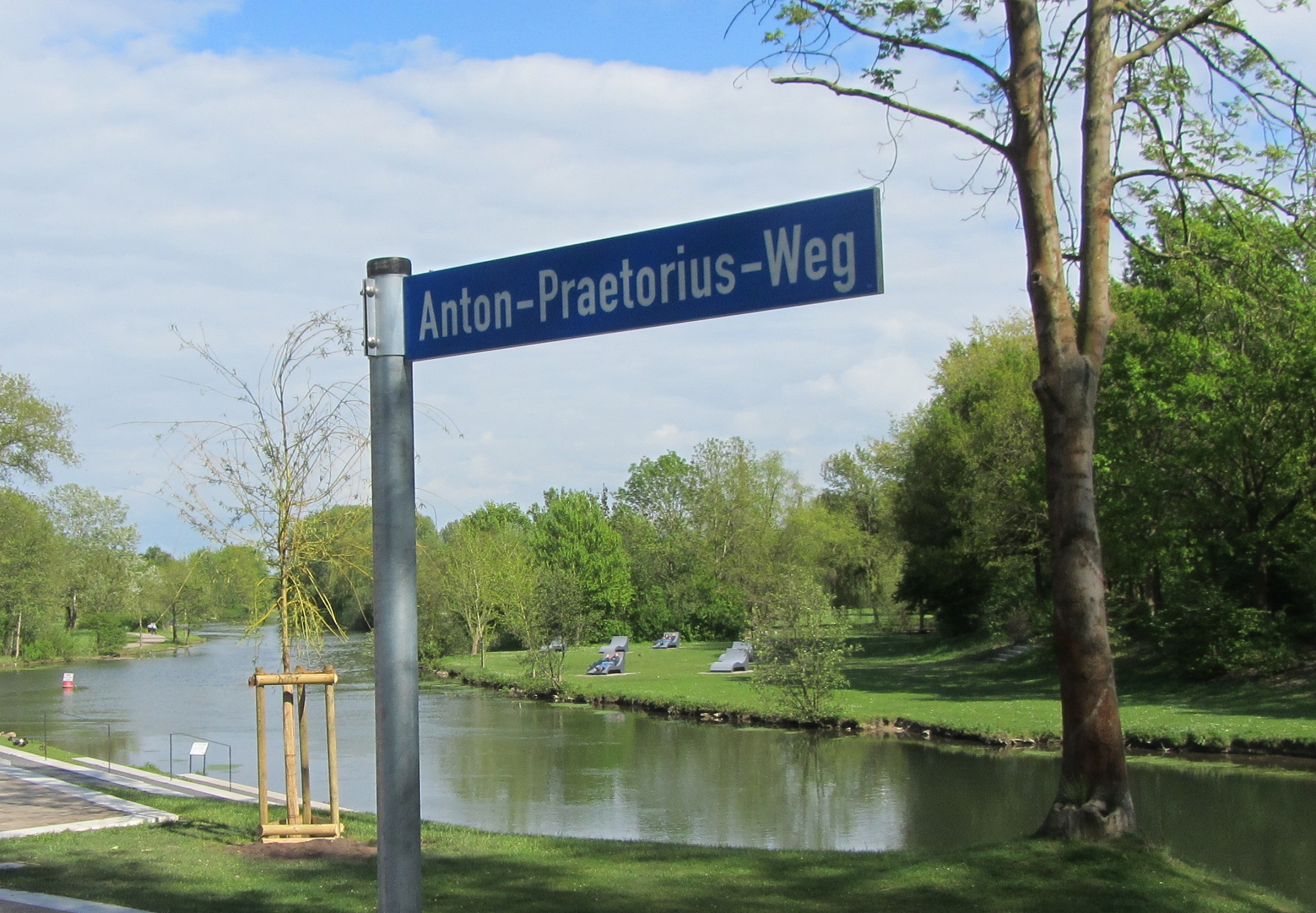
Inauguration d'une plaque de rue pour rendre honneur à Anton Praetorius à Lippstadt le 7 mai 2015.

Monument commémoratif d'Anton Praetorius devant l'église protestante à Laudenbach et plaque de rue pour rendre honneur à Anton Praetorius à Lippstadt le 7 mai 2015.